# Ernst Gunther, Duce de Schleswig-Holstein
Ernst Günther, Duce de Schleswig-Holstein (11 august 1863–22 februarie 1921) a fost fiu al lui Frederic al VIII-lea, Duce de Schleswig-Holstein și a Prințesei Adelheid de Hohenlohe-Langenburg. 

## Biografie
Născut la Lubsko la 11 august 1863, a fost al treilea fiu al lui Frederic al VIII-lea, Duce de Schleswig-Holstein însă frații lui mai mari au murit la vârste fragede, înainte de nașterea sa. Pe linie maternă, bunica lui, Feodora de Leiningen, a fost sora vitregă a reginei Victoria a Marii Britanii. Sora mai mare a lui Ernst Günther a fost Augusta Viktoria de Schleswig-Holstein, soția împăratului Wilhelm al II-lea al Germaniei.
La 2 august 1898 s-a căsătorit cu Prințesa Dorothea de Saxa-Coburg și Gotha, fiica Prințului Philipp de Saxa-Coburg și Gotha și a Prințesei Louise-Marie a Belgiei. Cuplul nu a avut copii. În 1880, după moartea tatălui său, a devenit Duce de Schleswig-Holstein. Neavând copii, a fost succedat de vărul său, Albert, Duce de Schleswig-Holstein.

## Arbore genealogic
1. 1 2 3 4  Biographisches Jahrbuch und Deutscher Nekrolog, p. 4, accesat în 2 ianuarie 2025